# Leucodon treleasei
Leucodon treleasei är en bladmossart som beskrevs av Jean Édouard Gabriel Narcisse Paris 1900. Leucodon treleasei ingår i släktet Leucodon och familjen Leucodontaceae. Inga underarter finns listade i Catalogue of Life.